# DR DOS
DR DOS (čti di: a: dos – „dý ár dos“), ve verzích 7.02 až 8.1 psáno DR-DOS, je verze operačního systému DOS od firmy Digital Research vycházející z původního CP/M stejně jako konkurenční MS-DOS.
Později po odkoupení firmy Digital Research společností Novell byl operační systém přejmenován na Novell DOS.
Ještě později byl DR-DOS koupen společností Caldera, která jej přejmenovala na Caldera DOS.

## Historie

### Původ v CP/M
Původní CP/M existoval v řadě verzí. Pro 8bitový procesor Intel 8080, systémy založené na Z80, nebo pro rodinu procesorů 8086/8088. Ačkoliv CP/M dominoval trhu a byl značně rozšířen na většině neproprietárních architektur PC, uvedení IBM PC v roce 1981 začalo jeho podíl na trhu tlačit dolů.
Firma IBM nejdříve jednala o nasazení CP/M verze x86 od firmy DEC. Nakonec od toho ustoupila a uzavřela dohodu s Microsoftem, který koupil jiný operační systém, 86-DOS, od Seattle Computer Products. Tak vznikly MS-DOS a IBM PC DOS. Struktura příkazů a programování aplikací napodobovalo CP/M. DEC hrozil právními kroky. Prohlašoval, že PC DOS a MS-DOS se příliš podobají CP/M. IBM souhlasil s prodejem jejich CP/M verze x86, CP/M-86, souběžně s PC DOS. I proto, že cena CP/M-86 byla 4krát vyšší, jeho prodeje byly minimální. Výhoda CP/M v množství kompatibilního aplikačního software byla pouze dočasná a začala se obracet ve prospěch DOSu.
DEC vedl dlouhý, ztrátový boj za podporu CP/M-86. Posléze rozhodl, že se nebude bránit vedoucí pozici Microsoftu a IBM v dostupnosti aplikačního software. Proto upravil CP/M-86, aby umožňoval spouštět stejné aplikace jako MS-DOS a PC DOS. Zpočátku prodával DOS Plus, který podporoval aplikace z obou platforem. To nefungovalo příliš dobře, a tak DEC učinil další pokus - operační systém na bázi DOSu. Nový operační systém uvedl na trh roku 1988 jako DR DOS.

### První verze DR DOS
První verze byla uvedena v květnu 1988. Číslování verzí bylo zvoleno tak, aby odpovídalo číslování MS-DOS. Proto se první verze jmenovala DR-DOS 3.31, která měla srovnatelnou funkčnost jako MS-DOS 3.31. Obsahovala podporu velkých disků (FAT16B zvaný „BIGDOS“). DR-DOS 3.31 sám sebe identifikoval jako „PC DOS 3.31“, interní jádro BDOS (Basic Disk Operating System) bylo uvedeno jako 6.0. Jeho uživatelské prostředí bez podpory multitaskingu a API CP/M odráželo původ tohoto konkurenčního derivátu DOSu 6.0.
I přesto, že DR DOS nabízel určitá rozšíření nástrojů CLI, například nápovědy, chybových hlášení, propracovaný systém historie a editace příkazů, ochranu adresářů heslem zabudovanou do jádra systému, stejně byly licence levnější než MS-DOS. To zaujalo některé výrobce PC, což umožnilo vznik dalších verzí.
V té době byl MS-DOS dostupný pouze pod licencí OEM přibalený k hardwaru. To vyvolalo okamžitý úspěch DR DOSu prodávaného v krabicovém balení od verze 3.4x.

### Verze 5.0
DR DOS verze 5.0 (kódové označení „Leopard“) byl uveden v květnu 1990. Z důvodu kompatibility se stále identifikoval jako „PC DOS 3.31“, ale interní identifikace jeho jednouživatelského jádra byla BDOS 6.4. Verze 4 byla přeskočena, aby nedošlo k asociaci s ne příliš populárním MS-DOS 4.0. Byl uveden ViewMAX – správce souborů v GUI založený na prostředí GEM, který navíc podporoval diskovou cache.
V prvním jádře byly buffery umístěny v horní paměti (HMA). Prvních 64 KB rozšířené paměti přístupných v reálném režimu nepředpokládalo úplnou podporu procesorů Intel 80286 a dřívějších. Toto omezení bylo srovnatelné s „kritickým základem“, neboli konvenční pamětí. V prvních 640 KB paměti RAM byl prostor pro běh všech aplikací MS-DOS. Dodatečně na procesorech Intel 80386 (a kompatibilních) umožnil správce paměti EMS DR DOSu operačnímu systému načítat ovladače zařízení do bloků horní paměti (UMA), což šetřilo základní paměť.
DR DOS 5.0 byl prvním DOS, který integroval funkcionalitu do základu OS (načítání ovladačů do bloků UMA bylo v MS-DOS možné při použití QEMM). Na systémech i386 mohl uvolnit více konvenční paměti než jakýkoliv jiný DOS. Po načtení ovladače myši, multimediálního hardwaru a alokaci síťového zásobníku zbývalo pod MS-DOS typicky 300-400 KB volné konvenční paměti, což bylo příliš málo pro běh většiny softwaru z konce 80. let. DR DOS 5.0 s trochou ručního ladění mohl načíst to samé, přičemž mu stále zbýval dostatek volné konvenční paměti (až 620 KB). Některé programy měly problém se spuštěním na dolních adresách paměti (v dolních 64KB známých jako dolní paměť). V DR DOS 5.0 nový příkaz "memmax – l" umožnil vynechání malého prostoru na dolní části mapy paměti.

### DR-DOS 6.0

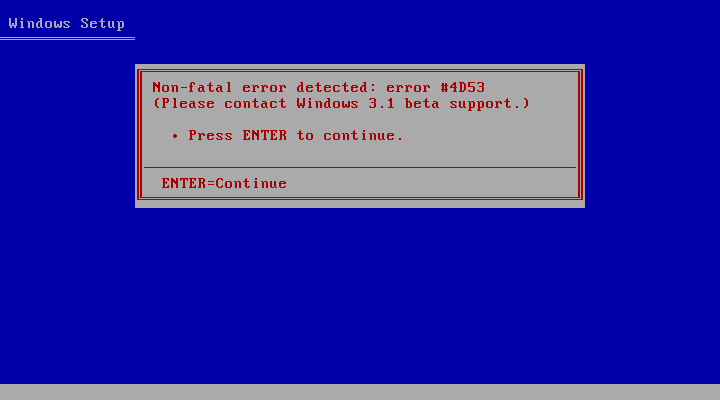
Text chybového hlášení v instalačním programu Windows.

Je asi nejznámější verzí DR-DOSu. Obsahoval přepínač úloh taskmax.exe, takže bylo možné spustit více dosových programů najednou. Pod DR-DOSem bylo možné spustit i Windows 3.1. Microsoft vzápětí v rámci konkurenčního boje odpověděl MS-DOSem 6.0, který obsahoval přepínač úloh také.
Instalační program předběžné verze Windows 3.1 vydané v prosinci 1991 vypisoval díky kódu nazývanému AARD chybové hlášení, pokud byl spuštěn pod jiným DOSem než MS-DOS. Informace z různých zdrojů, zda bylo možné spouštět Windows z DR-DOSu a zda byla firma Digital Research nucena vydávat úpravy svého operačního systému, aby obešla protisoutěžní praktiky firmy Microsoft, se liší. Nástupce Digital Research, firma Caldera, však vedla s firmou Microsoft soudní spor, který skončil v roce 2000 mimosoudním vyrovnáním, v rámci kterého vyplatil Microsoft částku 280 miliónů dolarů.

### Novell DOS 7.0
Další verzi DR DOSu dodávala firma Novell od prosince 1993 pod názvem Novell DOS 7 se sítí peer-to-peer Personal NetWare. Novell 23. 7. 1996 odprodal produktovou řadu firmě Caldera.

### Caldera DOS
Caldera vydala několik následovníků DR DOSu pod názvy Caldera OpenDOS 7.01 (3. února 1997), Caldera DR-OpenDOS 7.02 (v prosinci 1997), Caldera DR-DOS 7.02 (v březnu 1998) až po verzi DR-DOS 8.1 v říjnu 2005.